# Upplands runinskrifter 129
Upplands runinskrifter 129 är ett vikingatida runstensfragment av sandsten i Danderyds kyrka, Danderyds socken och Danderyds kommun. Fragmentet är överdelen av en runsten och 0,60 gånger 0,48 meter stort. Fragmentet påträffades i Banérska gravvalvet 1938 vid en restaurering. Det sitter nu fastsatt på kyrkans västra innervägg.

## Inskriften
Translitterering av runraden:
(') laks ' lit ' rita ' stain ' aftiʀ ' k-... ...--bi si(a)l
Normalisering till runsvenska:
Lax let retta stæin æftiʀ ... [hial]pi sial.
Översättning till nusvenska:
... lät uppresa stenen efter ... hjälpe själen.